# Elsa (canción)
«Elsa» es una canción de chicha publicada en 1970, escrita por Tomás Rebata Acevedo e interpretada por el grupo peruano Los Destellos.

## Historia
En 1969 Enrique Delgado Montes, miembro fundador del grupo de cumbia peruana Los Destellos, enroló para la agrupación a Félix Martínez Romero, apodado el Chévere, quien fue el primer vocalista, porque hasta ese momento los cumbiamberos solo habían grabado canciones instrumentales de cumbia sicodélica. Al año siguiente, grabaron y publicaron «Elsa», que rápidamente se convirtió en un hit musical, llegando a vender un millón de copias en su formato de vinilo de 45 RPM.
La canción, de estructura sencilla y con guitarras eléctricas típicas de las cumbias de los años 70, fue escrita por Tomás Rebata Acevedo, y se llamaba originalmente «Que siga la fiesta», pero Delgado junto a Martínez reescribieron la letra y cambiaron el título por el de Elsa.

### Resurgimiento
En 2007 Oliver Conan y Barbes Records, una disquera estadounidense, presentó The Roots of Chicha, un recopilatorio de canciones emblemáticas de los orígenes de la música tropical peruana, entre las que destacan tres temas de Los Destellos, uno de ellos «Elsa». Este disco aumentó la popularidad de la canción y de otros temas clásicos de la cumbia peruana.
La canción de Los Destellos también ha sido parte de la banda sonora de la película La teta asustada (2009) de Claudia Llosa.
«Elsa» fue uno de los temas escogidos para sonar en la Ceremonia de inauguración de los Juegos Panamericanos de 2019 celebrados en Lima.

## Versiones
«Elsa», una canción muy popular, ha sido interpretada por muchos grupos de cumbia tanto peruanos como internacionales.
En 2013, por su décimo aniversario de existencia, la banda peruana Bareto editó 10 años, un álbum con grandes éxitos de la cumbia peruana, en el que incluyeron como pista adicional una versión del tema de Los Destellos. El tema es ya parte de su repertorio.
En 2016 el grupo argentino Los Peñaloza interpretó en un videoclip la famosa cumbia peruana.
En 2018 la Gran Orquesta Internacional interpretó la canción que fue utilizada como tema principal de la telenovela peruana Mi esperanza.